# Fantasy-Jahr 1949
Übersicht

◄◄ | ◄ | 1945 | 1946 | 1947 | 1948 | Fantasy-Jahr 1949 | 1950 | 1951 | 1952 | 1953 | ► | ►►

Weitere Ereignisse

## Filmpreise
Oscar
- Die besten visuellen Effekte – Paul Eagler, Charles L. Freeman, J. McMillan Johnson, Russell Shearman, Clarence Slifer, James G. Stewart – für Jenny

Cinema Writers Circle Awards – Bester ausländischer Film Ist das Leben nicht schön

## Neuerscheinungen Filme
| Deutscher Titel                           | Deutschsprachiges Erscheinungsjahr | Originaltitel                               | Regie                  | Anmerkungen |
| ----------------------------------------- | ---------------------------------- | ------------------------------------------- | ---------------------- | ----------- |
| Alice im Wunderland                       | 2011                               | Alice au pays des merveilles                | Dallas Bower           |             |
| Nur du bist mein Traum                    | 1953                               | Al diavolo la celebrità                     | Mario Monicelli        |             |
| Panik um King Kong                        | 1950                               | Mighty Joe Young                            | Ernest B. Schoedsack   |             |
| Ritter Hank, der Schrecken der Tafelrunde | 1988                               | A Connecticut Yankee in King Arthur’s Court | Tay Garnett            |             |
| Die Rose von Bagdad                       | 1952                               | La rosa di Bagdad                           | Anton Gino Domeneghini |             |
| Samson und Delilah                        | 1951                               | Samson und Delilah                          | Cecil B. DeMille       |             |

## Geboren
- Lois McMaster Bujold
- Ulrich Kiesow († 1997)
- Roberta Ann MacAvoy
- Stan Nicholls
- Harry Turtledove